# Йерархична база данни
Йерархичните бази данни са един от типовете бази данни, при които данните се съхраняват в предварително определена йерархия, т.е. в дървовидна структура от данни.
Една релация от базата данни се представя във вид на таблица, в която всеки ред представлява отделен запис от таблицата и отговаря на един екземпляр на класа, а всяка колона е отделен атрибут на класа. Отделните таблици се свързват помежду си в отношение от вида „едно към много“ (1:N), т.е. „родител / наследник“, и в частност в отношение „едно към едно“ (1:1). При отношение от вида 1:N един запис от първата таблица може да се свърже с много записи от втората таблица, но един запис от втората таблица може да се свърже само с един запис от първата. Връзката между таблиците се реализира посредством указател или чрез физическата подредба на записите в паметта, а достъпът до данните се осъществява, като се започва от корена и се обхожда дървото надолу до откриване на търсените данни.
Предимството на йерархичния модел се състои в бързия достъп до данните, силно опростен на логическо ниво. На физическо ниво обаче това предимство се отразява в съхраняването на голямо количество излишна (многократно повтаряща се) информация, което е недостатък на модела. По подразбиране йерархичната база данни се проектира еднократно в началото и не се предполага структурата ѝ да се променя по време на изпълнение.
Една идея напред в развитието на йерархичния модел на база данни представлява мрежовият модел на бази данни, позволяващ отношения от вида „много към много“.